# Seznam tramvajových tratí v Praze
Tramvajové tratě v Praze byly budovány nejprve jako soukromé, postupně byly vykoupeny městským podnikem a spojeny do jedné sítě. Původní síť tratí koněspřežné tramvaje byla postupně zelektrifikována. Informace týkající se celé sítě a tramvajového provozu jsou též v článku Tramvajová doprava v Praze.

## Podle data zprovoznění
Seznam obsahuje tramvajové tratě seřazené chronologicky podle data zprovoznění, místní názvy v seznamu jsou zčásti přizpůsobeny dnešnímu názvosloví.

### Tratě koňské dráhy

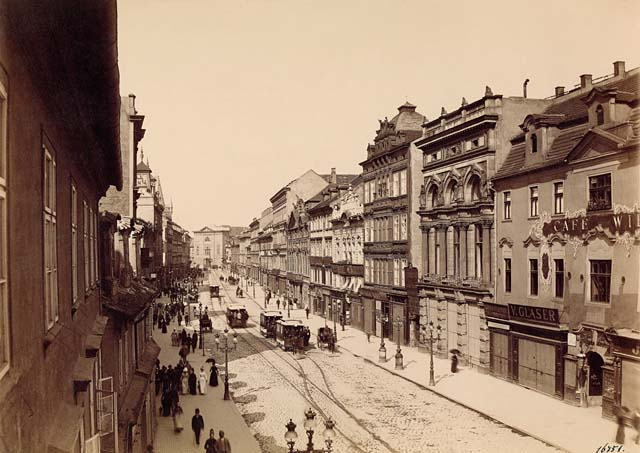
Po Příkopech vedla od roku 1875 první trať pražské koňky. Foto kolem roku 1890

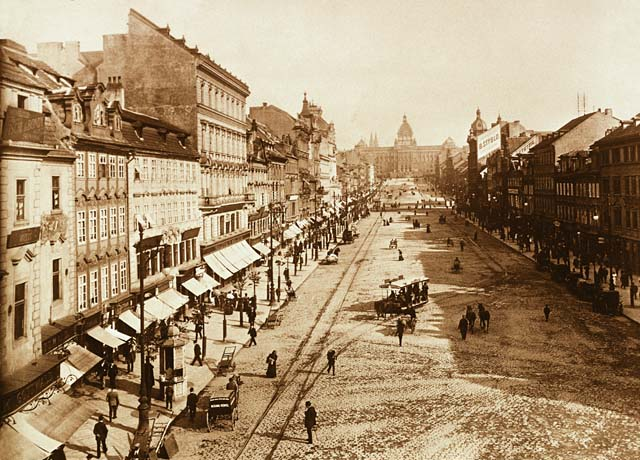
Po délce Václavského náměstí jezdila koňka od roku 1884. Foto kolem roku 1895

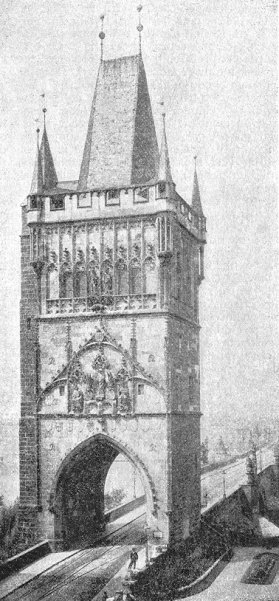
Trať na Karlově mostě byla v provozu v letech 1883–1908

Síť pražské koňky vznikala jako jednotná síť soukromé společnosti Pražská tramway s podporou zahraničního kapitálu.
- trať Národní divadlo – Karlín (Šaldova). Zprovozněna 23. září 1875 v 15:15 hodin. Úsek Národní divadlo – Josefské náměstí elektrifikován od 28. září 1899. Úsek Josefské náměstí – Karlín elektrifikován od 14. května 1900. Úsek Perštýn – náměstí Republiky zrušen 4. července 1985.
- trať Újezd – Smíchovské nádraží. Zprovozněna v květnu 1876. Úsek Anděl – Smíchovské nádraží elektrifikován od 18. prosince 1900, současně byla trať prodloužena od úrovně dnešní zastávky Plzeňka zhruba k úrovni dnešní tramvajové smyčky. Úsek Anděl – Újezd elektrifikován od 17. června 1901, současně byla trať prodloužena od Újezda k Národnímu divadlu přes nový most (dnes most Legií). 15. dubna 1906 byla trať prodloužena do úrovně dnešní Moulíkovy ulice.
- trať Státní nádraží – Dlážděná – Jindřišská – Vodičkova – Myslíkova – Palackého most – Anděl. Zprovozněna v červnu 1883. Trať elektrifikována od 18. prosince 1900.
- trať Národní divadlo – Křižovnické náměstí – Karlův most – Malostranské náměstí. Zprovozněna v létě 1883. Úsek Národní divadlo – Křižovnické náměstí elektrifikován od 28. října 1901. V úseku Křižovnické náměstí – Malostranské náměstí projela poslední koňka 12. května 1905 v 18 hodin, úsek byl elektrifikován 28. září 1905 spodním přívodem, avšak v tomto úseku byl tramvajový provoz definitivně zrušen s koncem dubna 1908.
- trať Křižovnické náměstí – Platnéřská – Mariánské náměstí – Staroměstské náměstí – Celetná – Prašná brána – Hybernská – Bulhar – Husitská – Prokopova – Rokycanova – vozovna Chelčického (Žižkov, u usedlosti Bezovka). Zprovozněna v prosinci 1883. V roce 1893 byla prodloužena Chelčického ulicí do Nákvasovy ulice, k dnešnímu jižnímu konci Prokopovy ulice. Úsek Křižovnické náměstí – Bulhar elektrifikován od 26. srpna 1901. Úsek Bulhar – Žižkov elektrifikován od 28. října 1901, část trati byla přeložena do části Lupáčovy ulice. Úsek Prokopovou ulicí přestal být používán v roce 1910, manipulačně sloužil ještě asi do roku 1927. Úsek Křižovnické náměstí – Staroměstské náměstí byl v roce 1925 zrušen. Úsek Staroměstské náměstí – Prašná brána byl zrušen 1. ledna 1960. Úsek Opletalova – Bulhar a dále Husitskou byl zrušen 27. června 1977. Úsek Prašná brána – Opletalova zrušen 4. července 1985.[1]
- trať Můstek – Václavské náměstí – Mezibranská – Tylovo náměstí – Nuselské schody (Zvonařka). Zprovozněna 1884. Úsek Můstek – Muzeum elektrifikován od 14. května 1900, úsek Muzeum – Nuselské schody elektrifikován od 23. června 1900 a přitom prodloužen odbočením pod Nuselské schody. Úsek Tylovo náměstí – Deminka – Mezibranská (Anglickou ulicí) byl zrušen 17. dubna 1928, úsek Tylovo náměstí – Deminka pak znovu obnoven roku 1938. Úsek Muzeum – křižovatka Anglické s Mezibranskou byl zrušen roku 1969. Úsek Můstek – Muzeum byl zrušen 13. prosince 1980 (viz též článek Tramvajová trať na Václavském náměstí.) Zakončení na Zvonařce bez pravidelného provozu od roku 1906, formálně zrušeno 1986, ale v roce 1993 zrekonstruováno a obnoveno pro příležitostné použití při výlukách.
- trať Josefské náměstí (dnešní náměstí Republiky) – Marinkova továrna (v Holešovicích u dnešního Veletržního paláce). Zprovozněna 1884, v roce 1885 prodloužena až do Královské obory. 8. září 1898 byla jako první z tratí koňky zprovozněna pro elektrické tramvaje. Úsek Výstaviště – Královská obora byl naposledy v provozu 28. září 1941, koleje vytrhány 1944, později byla v úvodní části tohoto úseku vybudována smyčka.
- trať Újezd – Malostranské náměstí. V roce 1900 budována již pro elektrický provoz, ale zpočátku na něm provizorně jezdila koňka.

Elektrické podniky král. hl. města Prahy celou síť koňky odkoupily na konci června 1898.

### Soukromé elektrické dráhy
- Elektrická dráha na Letné v Praze, vlastněná Františkem Křižíkem, veřejný provoz v úseku od Letenského zámečku k hornímu vchodu Královské obory začal 18. července 1891, od 1. září 1893 prodloužena k Místodržitelskému letohrádku. Provoz zastaven 1900, dráha odstraněna do roku 1904.
- Elektrická dráha Praha – Libeň – Vysočany byla vlastněná Františkem Křižíkem. 5. srpna 1907 dráhu převzaly Elektrické podniky král. hl. města Prahy.
  - Úsek Karlínská vozovna – Balabenka byl zprovozněn 19. března 1896,
  - úsek Karlínská vozovna – Karlínské varieté v provozu od 5. září 1896. 18. září 1927 byl tento úsek v dnešní Křižíkově ulici, souběžný s elektrifikovanou koňkou v dnešní Sokolovské, zrušen.
  - odbočná trať Palmovka – Libeň (Libušák, dnes U kříže) v provozu od 4. října 1896
  - úsek od karlínského varieté ke státnímu (dnes Masarykovu) nádraží v provozu od 21. prosince 1896. Úsek byl zrušen 18. září 1927. Ulicí Na Florenci byla znovu zavedena trať 25. dubna 1948 a opět zrušena 8. března 1983.
  - úsek z Balabenky k vysočanské lékárně od roku 1898
  - úsek z Balabenky do Českomoravské ulice k továrně v provozu od 30. března 1903.
- Elektrická dráha Smíchov – Košíře, provozoval Matěj Hlaváček. V úseku Anděl – Klamovka zprovozněná 13. června 1897. 21. června 1900 ji odkoupily Elektrické podniky král. hl. m. Prahy. Na pražskou síť byla trať kolejově napojena až v roce 1907.

### Elektrické dráhy královského hlavního města Prahy (a Královských Vinohrad)

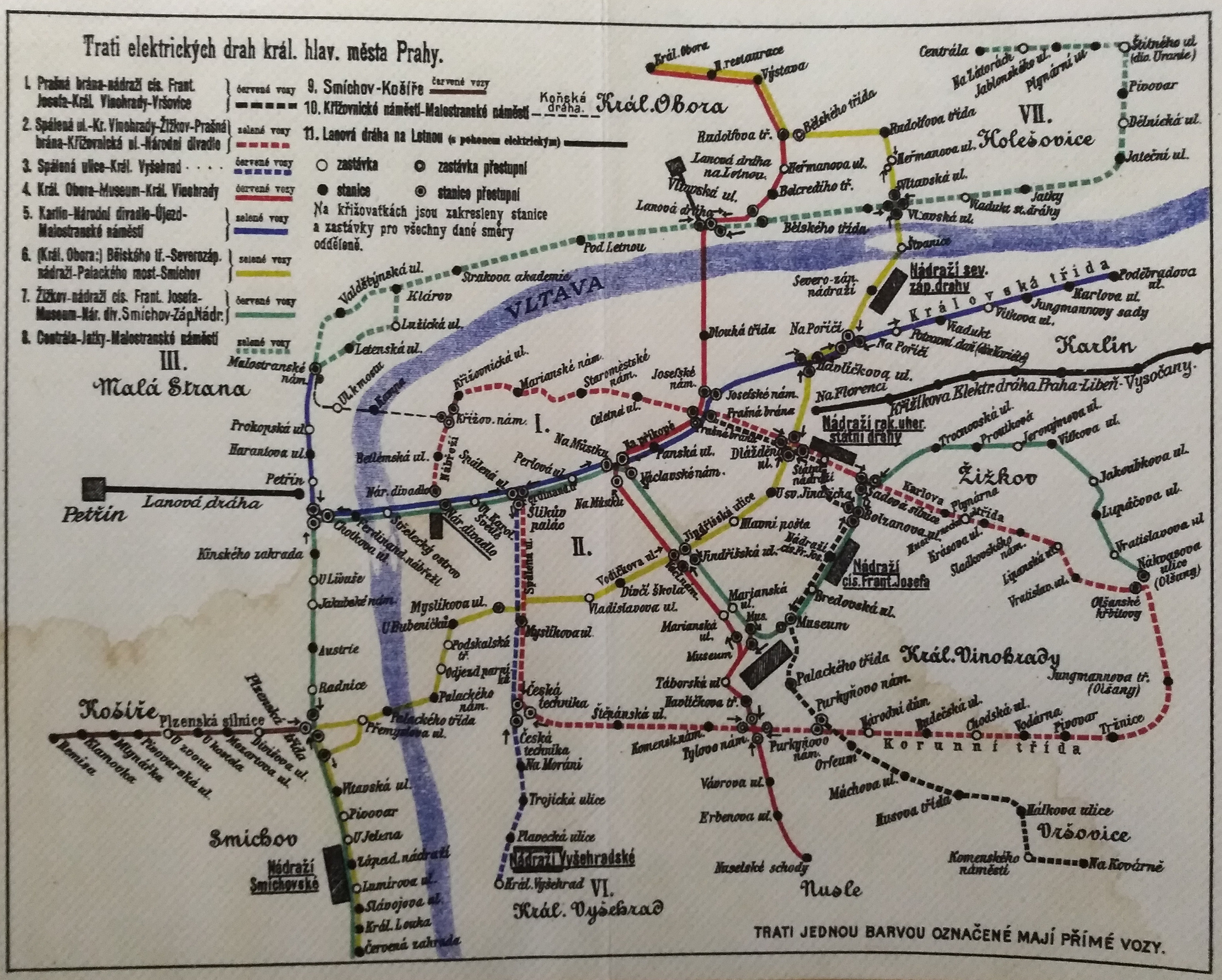
Schéma linek Elektrických drah král. hlav. města Prahy, cca rok 1902

- Okružní dráha Praha – Žižkov – Královské Vinohrady
  - úsek Muzeum – náměstí Míru – Korunní – Flora patřil městu Královské Vinohrady (podniku Městská elektrická dráha Královských Vinohrad), provoz byl zahájen 25. června 1897, 15. prosince 1897 byl vinohradský podnik začleněn do pražského. Úsek Muzeum – Deminka byl mezi lety 1921 až 1938 dočasně zrušen. Úsek náměstí Míru – Deminka (Anglickou ulicí) byl zrušen 17. dubna 1928.
  - úsek Muzeum – Hlavní nádraží – Bulhar – Seifertova – Olšanské náměstí – Flora postavila Praha (pražské plynárny, z nichž se pak odštěpily Elektrické podniky), provoz byl zahájen 18. září 1897. Úsek Muzeum – Hlavní nádraží – Bulhar v původní trase zrušen roku 1972 kvůli Severojižní magistrále, do roku 1978 nahrazen tratí v Opletalově ulici.
- trať Perštýn – Karlovo náměstí – Purkyňovo náměstí (nám. Míru), zprovozněna 4. února 1898.
- trať Karlovo náměstí – Vyšehrad, radnice, zprovozněna 8. září 1898. Úsek Svobodova – Vyšehrad radnice (pod viaduktem) byl zrušen 20. června 1927. Úsek Botanická zahrada - Svobodova (Vyšehradskou ulicí) byl 25. června 1931 zrušen a nahrazen tratí v ulici Na Slupi.
- trať Purkyňovo náměstí (nám. Míru) – Čechovo náměstí, zprovozněna 1. července 1899
- trať Těšnov – Na Poříčí, zprovozněna 1. června 1900, zrušena 8. března 1983

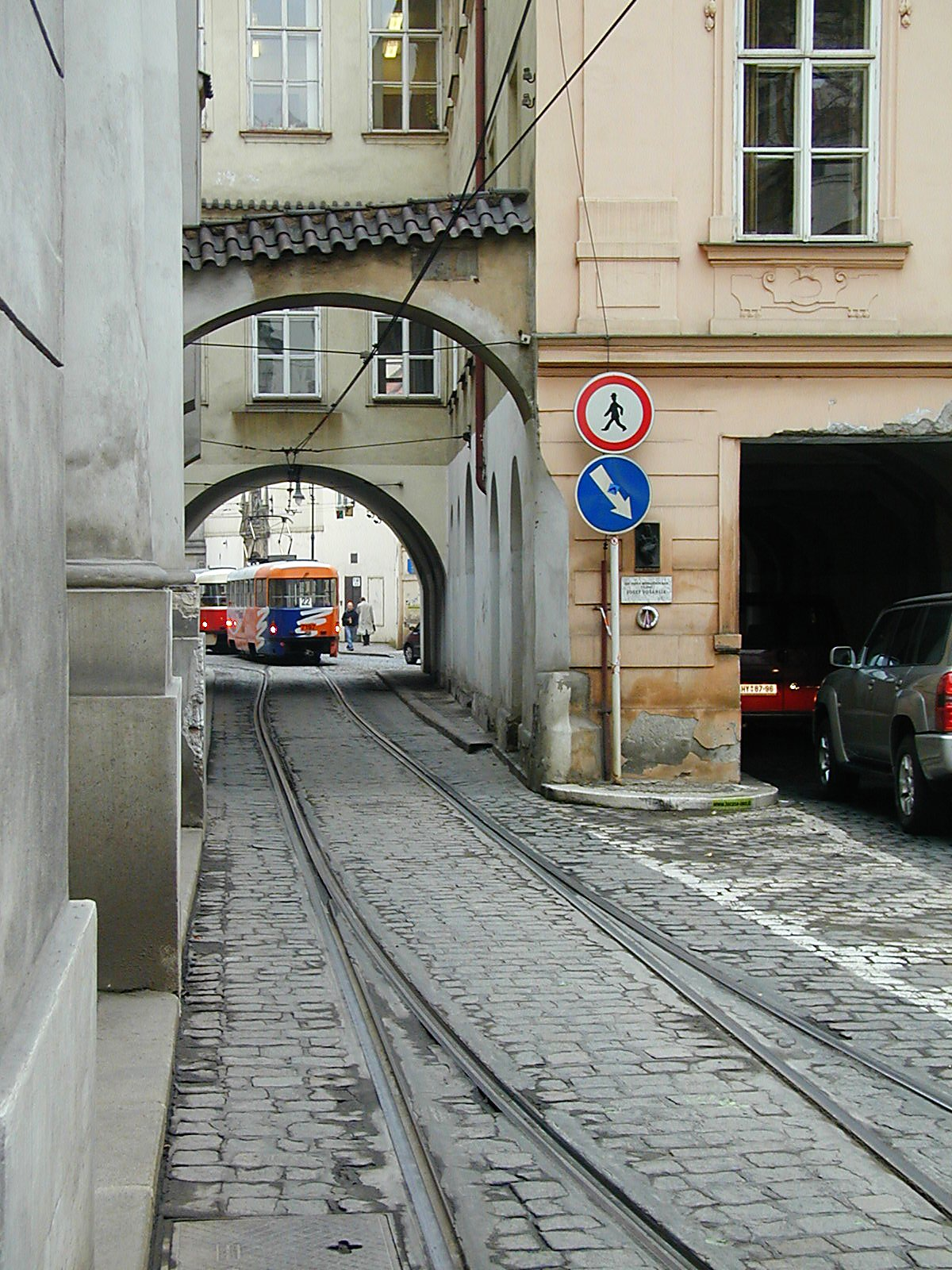
Tratě byly zřizovány i v úzkých uličkách Hradčan (1911–1938) a Starého Města (1883–1925). Malou Stranou vedly od roku 1901 dvě jednosměrné tratě, roku 1926 byl úsek Letenskou ulicí zobousměrněn

- trať Klárov (Malostranská) – Letenské nábřeží – Tržnice – Centrála (elektrárna Holešovice), zprovozněna 2. července 1900
- trať Újezd – Malostranské náměstí, zprovozněna 22. prosince 1900
- trať Národní divadlo – Újezd, zprovozněna 17. června 1901
- trať Malostranské náměstí – Klárov, zprovozněna 24. června 1901 jako dvě jednokolejné tratě různými trasami. 4. června 1926 byla trať Tomášskou a Valdštejnskou ulicí zrušena a trať v Letenské ulici zobousměrněna.
- trať Těšnov – Štvanice – nádraží Bubny - Veletržní, zprovozněna 10. října 1901, úsek Bubenskou a Veletržní ulicí zrušen 2. října 1978.
- trať Klamovka – vozovna Košíře, zprovozněna 1. října 1902
- trať Hybernská – Bolzanova (Opletalovou ulicí), zprovozněna 19. listopadu 1903, zrušena 17. listopadu 1925, jako jednokolejná znovu zprovozněna 18. dubna 1947, zdvojkolejněna 26. června 1972. Zrušena 4. července 1985.
- trať Nuselské schody – nádraží Vinohrady, zprovozněna 30. září 1904
- trať Výstaviště – Elektrárna Holešovice, zprovozněna 19. června 1905
- trať Strossmayerovo náměstí – Letenské náměstí, zprovozněna 9. června 1907, viz článek Tramvajová trať Strossmayerovo náměstí – Hradčanská – Malovanka
- trať Muzeum – Flora – Olšanské hřbitovy, zprovozněna 17. října 1907
- trať Myslíkova – Mánes – Jiráskovo náměstí, zprovozněna 30. října 1907 (původní trať vedla Náplavní ulicí)
- trať Čechův most – Právnická fakulta, zprovozněna 7. června 1908
- trať Právnická fakulta – Staroměstské náměstí, zprovozněna 28. června 1908, zrušena 1. ledna 1960
- trať Olšanské hřbitovy – vozovna Strašnice, zprovozněna 1. srpna 1908
- trať Letenské náměstí – Hradčanská, zprovozněna 21. listopadu 1908, viz článek Tramvajová trať Strossmayerovo náměstí – Hradčanská – Malovanka
- trať Hradčanská – Vozovna Střešovice, zprovozněna 24. října 1909, viz článek Tramvajová trať Strossmayerovo náměstí – Hradčanská – Malovanka
- trať Vyšehrad – Nusle (Fričova), zprovozněna 6. ledna 1910
- trať Klárov – Pražský hrad, zprovozněna 30. ledna 1910, viz článek Tramvajová trať Malostranská – Bílá Hora
- trať Pražský hrad – Prašný most, manipulační 110 m dlouhá spojovací trať zprovozněna 1910, zrušena 1913 pro přílišnou strmost (nahrazena spojkou U Brusnice)
- trať Libeň, u Kříže – Vychovatelna, zprovozněna 25. května 1910
- trať Národní divadlo – Mánes, zprovozněna 31. července 1910
- trať Palackého náměstí – Podolí, zprovozněna 31. července 1910, viz článek Tramvajová trať Palackého náměstí – Sídliště Modřany
- trať křiž. Husitská/Prokopova – Ohrada – Vápenka, zprovozněna 4. prosince 1910. Úsek Bulhar – Ohrada byl zrušen 27. června 1977.
- trať Pražský hrad – Pohořelec, zprovozněna 22. prosince 1911. Od 1. dubna 1938 zrušen úsek Lumbeho zahrada (Brusnice) – Kanovnická – Hradčanské náměstí – Loretánská – Pohořelec, který již od roku 1926 zdvojovala přímější trať Jelení ulicí. Viz článek Tramvajová trať Malostranská – Bílá Hora.
- trať Chotkovy sady – Špejchar, zprovozněna 31. května 1912
- trať Vysočany - náměstí OSN, zprovozněna 13. června 1912
- trať Mezibranská – I. P. Pavlova – Karlov, zprovozněna 24. listopadu 1912, zrušena 1. července 1966, úsek Anglická – I. P. Pavlova zrušen 1969.
- spojovací trať ulicí U Brusnice, zprovozněna 26. ledna 1913
- trať Plzeňská – Koulka, zprovozněna 23. března 1913. V úseku Křížová – Koulka provoz zrušen 16. června 1927, 31. prosince 1932 zrušena trať (nebo až v roce 1934). Viz článek Tramvajová trať Smíchov–Radlice.
- trať Radlická – Santoška, zprovozněna 23. března 1913, zrušena 1. prosince 1938, od 1. října 1939 nahrazena trolejbusem, viz článek Tramvajová trať Smíchov - Radlice
- Čechovo náměstí – Minská – Oblouková, zprovozněna 20. června 1913
- trať Křižovnické náměstí – Rudolfinum 21. září 1913
- trať Klárov – Rudolfinum, zprovozněna 15. července 1914
- odbočka Moráň - nemocnice, zprovozněna 2. září 1914, zrušena 14. března 1928
- trať nádraží Vinohrady – Nusle (náměstí Bratří Synků, tehdy Riegerovo), zprovozněna 21. listopadu 1914

### TratěVelké Prahy

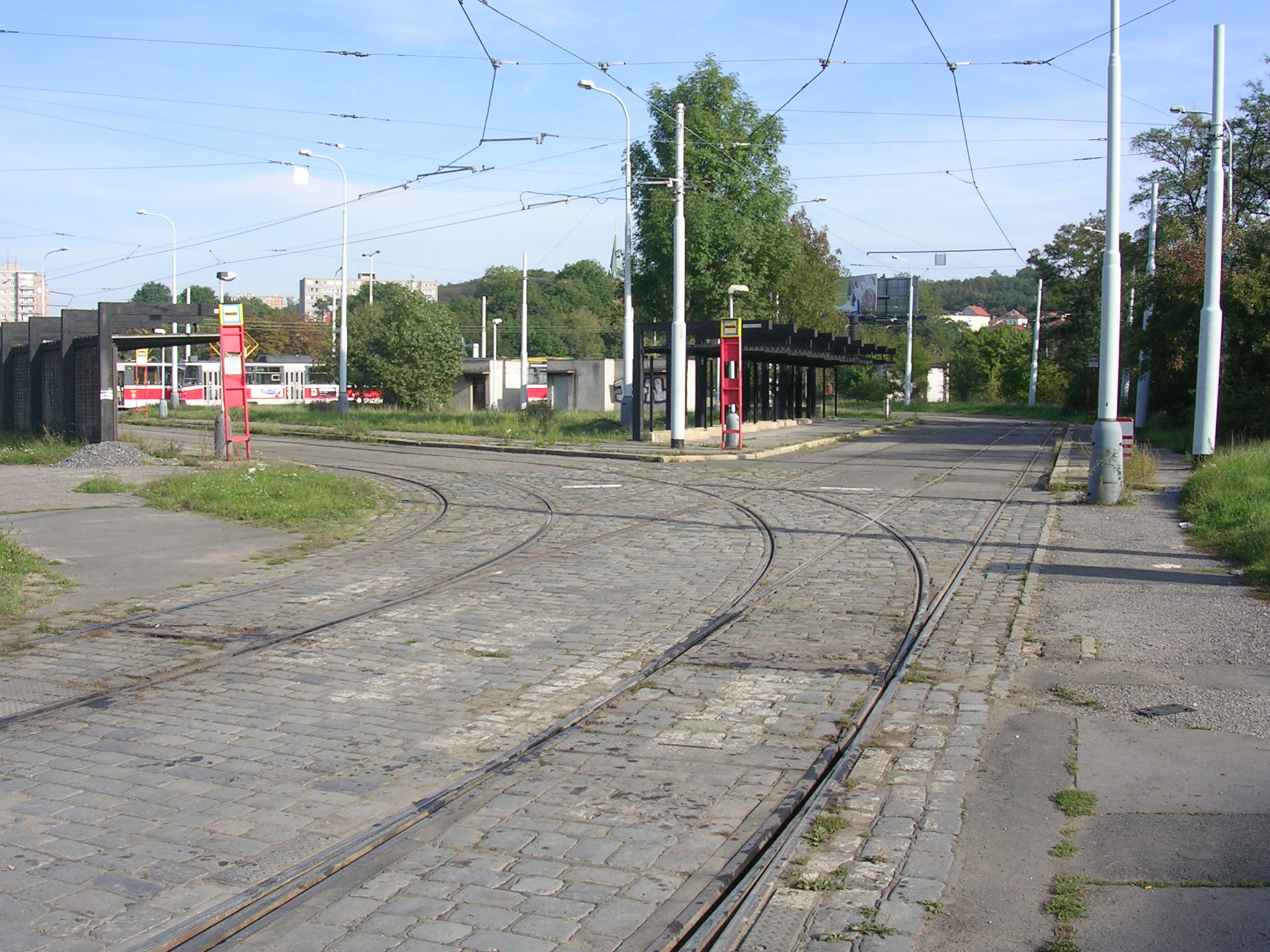
Smyčky nebyly na konci tratí budovány odjakživa, ale až se zaváděním jednosměrných vozů. Zbylá obratiště bez smyček byla postupně rekonstruována po druhé světové válce. Smyčka Starý Hloubětín, byť v pozměněné podobě, je jedním z mála zbývajících dokladů protisměrných smyček oblíbených v letech 1946–1967

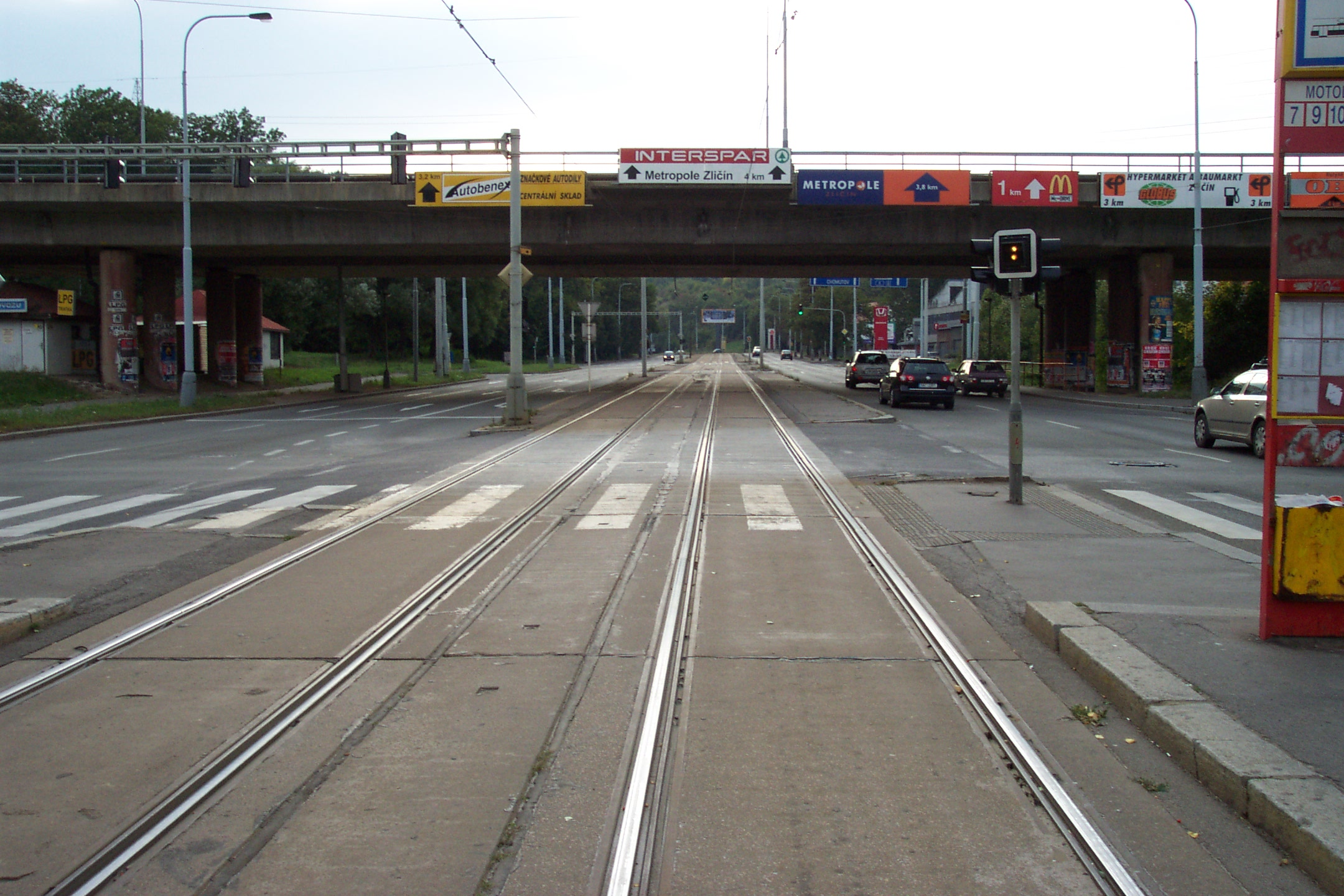
Po vzniku Velké Prahy se na nových komunikacích mimo centrum začalo stávat standardem vedení tramvajové trati v samostatném středovém pásu. Z této koncepce jako poslední z delších tratí vycházelo i prodloužení tramvaje do Řep v roce 1988

- trať Podolí – Cementárna (dnes plavecký stadion), zprovozněna 25. června 1922. 15. června 1956 přeložena z Podolské ulice na Podolské nábřeží. Viz článek Tramvajová trať Palackého náměstí – Sídliště Modřany.
- trať Nusle náměstí Bratří Synků – Michle, zprovozněna 17. června 1923
- trať Pohořelec – Břevnovský klášter, zprovozněna 16. srpna 1923, viz článek Tramvajová trať Malostranská – Bílá Hora
- trať Cementárna – Braník, zprovozněna 15. srpna 1924. Úsek Cementárna – Dvorce byl v roce 1952 přeložen. Roku 1986 přeložen na samostatné těleso navazující úsek Přístaviště – Nádraží Braník. Viz článek Tramvajová trať Palackého náměstí – Sídliště Modřany.
- trať vozovna Košíře – Zámečnice, zprovozněna 1. září 1924
- trať Vychovatelna – Kobylisy, zprovozněna 14. září 1924
- trať Jiráskovo náměstí – Karlovo náměstí, zprovozněna 14. září 1924, zrušena 15. května 1978
- trať Českomoravská – Harfa, zprovozněna 13. července 1925
- trať Smíchovské nádraží – Lihovar, zprovozněna 16. července 1925
- trať Nusle – Pankrác, zprovozněna 20. července 1925. V roce 1970 přeložena trať k vozovně Pankrác objezdem vozovny.
- trať Vozovna Strašnice – Nové Strašnice, zprovozněna 1. listopadu 1925 (zřejmě chyba, tentýž úsek uveden též k 7. březnu 1937)
- trať Nusle (Fričova) – Otakarova, zprovozněna 1. listopadu 1925
- trať Rudolfinum – Právnická fakulta, zprovozněna 6. prosince 1925
- spojka Senovážné náměstí – Bolzanova zprovozněna 24. ledna 1926

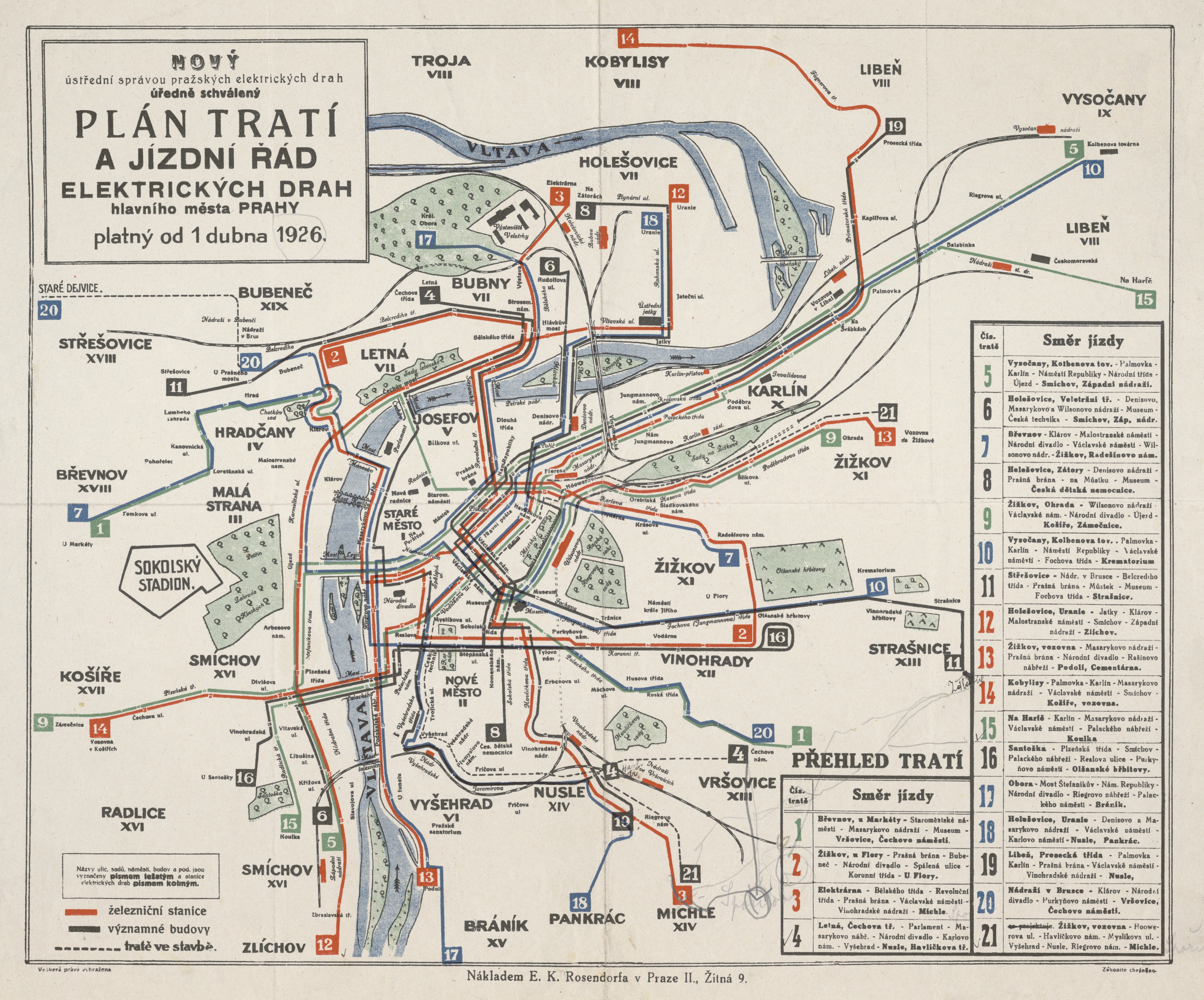
Schéma tramvajových linek v Praze v roce 1926

- trať Nusle Otakarova – Vršovice (cca Oblouková), zprovozněna 1. nebo 6. června 1926,[2], 23. října 1977 byl přeložen úsek ze staré Otakarovy ulice do nové.
- jednokolejná bloková smyčka Čechovo náměstí (objezd dnešní Moskevskou ulicí) od 1. června 1926, 6. ledna 1935 zdvojkolejněn úsek Vršovickou ulicí, 23. října 1956 i úsek Moskevskou ulicí
- trať vozovna Střešovice – Dlabačov, zprovozněna 6. června 1926, viz článek Tramvajová trať Strossmayerovo náměstí – Hradčanská – Malovanka
- manipulační kolej Hládkov, zprovozněna 6. června 1926
- trať Lumbeho zahrada (Brusnice) – Pohořelec (Jelení ulicí), zprovozněna 1926, viz článek Tramvajová trať Malostranská – Bílá Hora
- trať Prašný most – Dejvická, zprovozněna 7. června 1926, viz článek Tramvajová trať Prašný most – Divoká Šárka
- trať Dejvická – Hadovka, zprovozněna 12. listopadu 1926, viz článek Tramvajová trať Prašný most – Divoká Šárka
- trať Křížová – Radlice, zprovozněna 16. června 1927, úsek Laurová – Radlice byl zrušen 1. listopadu 1983, v roce 2008 obnoven i s prodloužením. Viz článek Tramvajová trať Smíchov–Radlice.
- trať Výtoň – Vyšehradská, zprovozněna 20. června 1927
- trať Lihovar – Hlubočepy, zprovozněna 20. července 1927
- trať Michle – Chodovská, zprovozněna 1. března 1928
- trať Břevnovský klášter – Vypich, zprovozněna 1. srpna 1928, viz článek Tramvajová trať Malostranská – Bílá Hora
- trať Dělnická – Libeňský most, zprovozněna 29. října 1928
- trať Vítězné náměstí – Podbaba, zprovozněna 19. prosince 1928, viz článek Tramvajová trať Vítězné náměstí – Nádraží Podbaba
- trať Chodovská – Spořilov, zprovozněna 12. října 1929. V roce 1986 přeložena smyčka Spořilov blíže sídlišti.
- trať Pankrác – Kačerov (Jihlavskou ulicí), zprovozněna 29. května 1930. V úseku Budějovické náměstí – Kačerov zrušena 19. října 1970, kvůli Severojižní magistrále. Úsek Pražského povstání – Budějovické náměstí zrušen 10. května 1974 kvůli souběhu s metrem, kolejové těleso je z velké části kromě smyčky zachováno, uvažuje se i o obnovení.
- trať Hadovka – Vokovice, zprovozněna 13. července 1930. V roce 1967 byla přeložena trať v oblasti Červeného Vrchu. Viz článek Tramvajová trať Prašný most – Divoká Šárka.
- trať Harfa – Hloubětín, zprovozněna 23. května 1931
- trať Botanická zahrada – nádraží Vyšehrad, zprovozněna 25. června 1931
- trať Vápenka – Hrdlořezy, Spojovací, zprovozněna 9. srpna 1931
- trať Palmovka – Libeňský most, zprovozněna 29. září 1931
- trať Strossmayerovo náměstí – Bubenská, zprovozněna 5. června 1932
- trať Vozovna Střešovice – Ořechovka, zprovozněna 23. října 1932, viz článek Tramvajová trať Vozovna Střešovice – Petřiny
- trať Braník – Ledárny Braník, zprovozněna 6. ledna 1933. Roku 1986 přeložen na samostatné těleso úsek Přístaviště – Nádraží Braník. Viz článek Tramvajová trať Palackého náměstí – Sídliště Modřany.
- trať Vokovice – Vozovna Vokovice, zprovozněna 6. ledna 1933 (koncem roku 1932 manipulačně), viz článek Tramvajová trať Prašný most – Divoká Šárka
- trať Čechovo náměstí – vozovna Strašnice, zprovozněna 6. ledna 1935
- trať Nádraží Holešovice – Pelc-Tyrolka – Vychovatelna, zprovozněna 17. ledna 1936, zrušena 15. ledna 1975, původně mělo jít jen o dočasné přerušení.
- trať Olšanské náměstí – Nákladové nádraží Žižkov, zprovozněna 1. července 1936
- trať Průběžná – Zahradní Město, zprovozněna 18. října 1936, viz článek Tramvajová trať Průběžná – Nádraží Hostivař

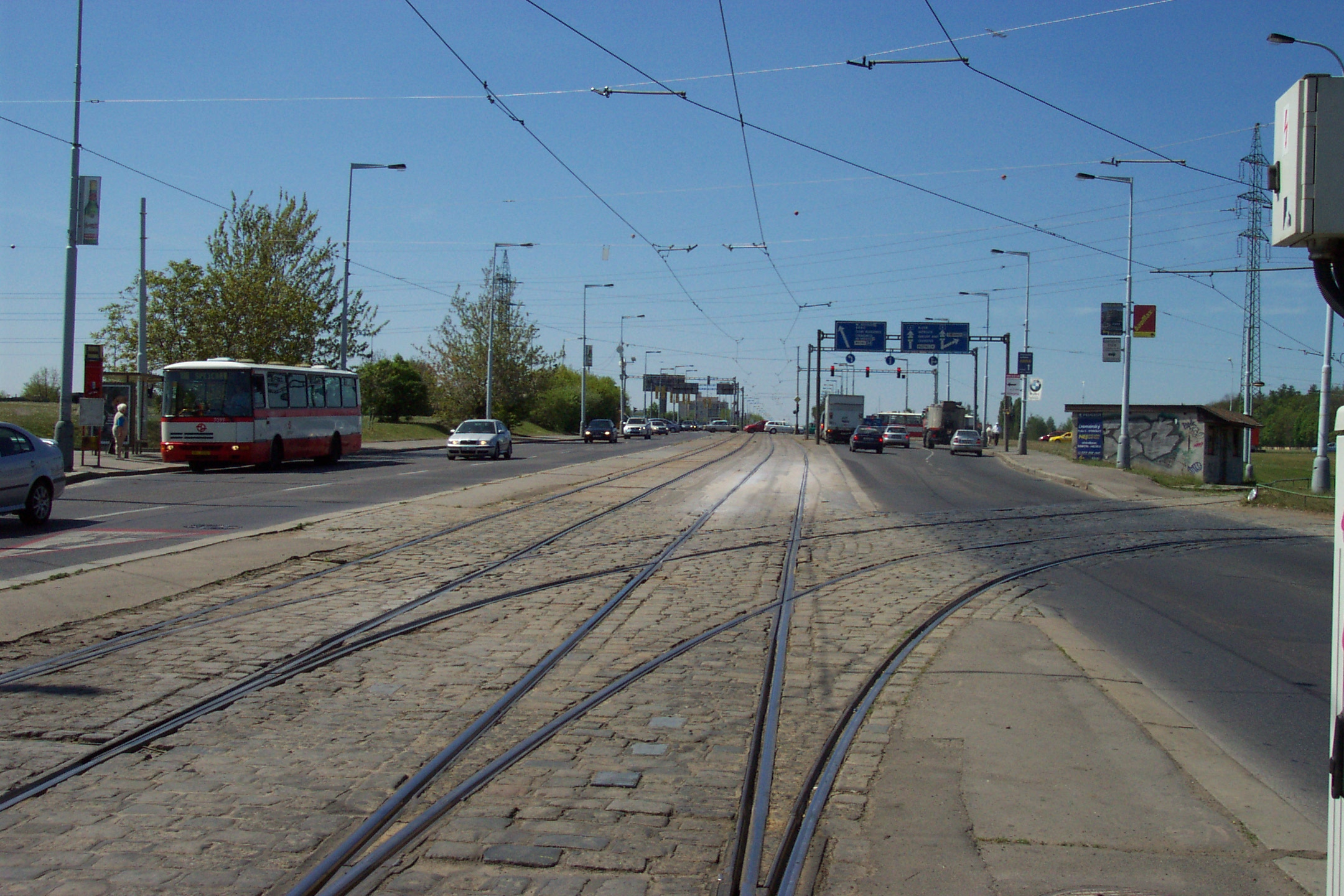
Úsek Vypich – Bílá Hora pochází z roku 1937. Od té doby byl několikrát zrekonstruován

- trať Vinice – Nové Strašnice, zprovozněna 7. března 1937 (zmíněna již k 1. listopadu 1925 ??)
- trať Ke Stírce – Veltěžská zprovozněna 24. dubna 1937
- trať Želivského – Ohrada, zprovozněna 7. října 1937
- trať Vypich – Bílá Hora, zprovozněna 17. října 1937, viz článek Tramvajová trať Malostranská – Bílá Hora
- trať Zámečnice – Vozovna Motol, zprovozněna 1. prosince 1937
- trať Ořechovka – Vojenská nemocnice, zprovozněna 16. května 1938, viz článek Tramvajová trať Vozovna Střešovice – Petřiny
- trať Muzeum – Tylovo náměstí, obnova 29. května 1938
- trať Pohořelec – Brusnice, obnova 29. května 1938, viz článek Tramvajová trať Malostranská – Bílá Hora
- prodloužení v Podbabě, 3. listopadu 1938, viz článek Tramvajová trať Vítězné náměstí – Nádraží Podbaba
- trať Budějovické náměstí – Ryšánka, zprovozněna 13. listopadu 1938, zrušena 19. října 1970
- trať Radlická – Knížecí (Za ženskými domovy), 1. prosince 1938, viz článek Tramvajová trať Smíchov – Radlice
- trať Veltěžská – Vozovna Kobylisy, zprovozněna 29. dubna 1939

### Tratě po druhé světové válce

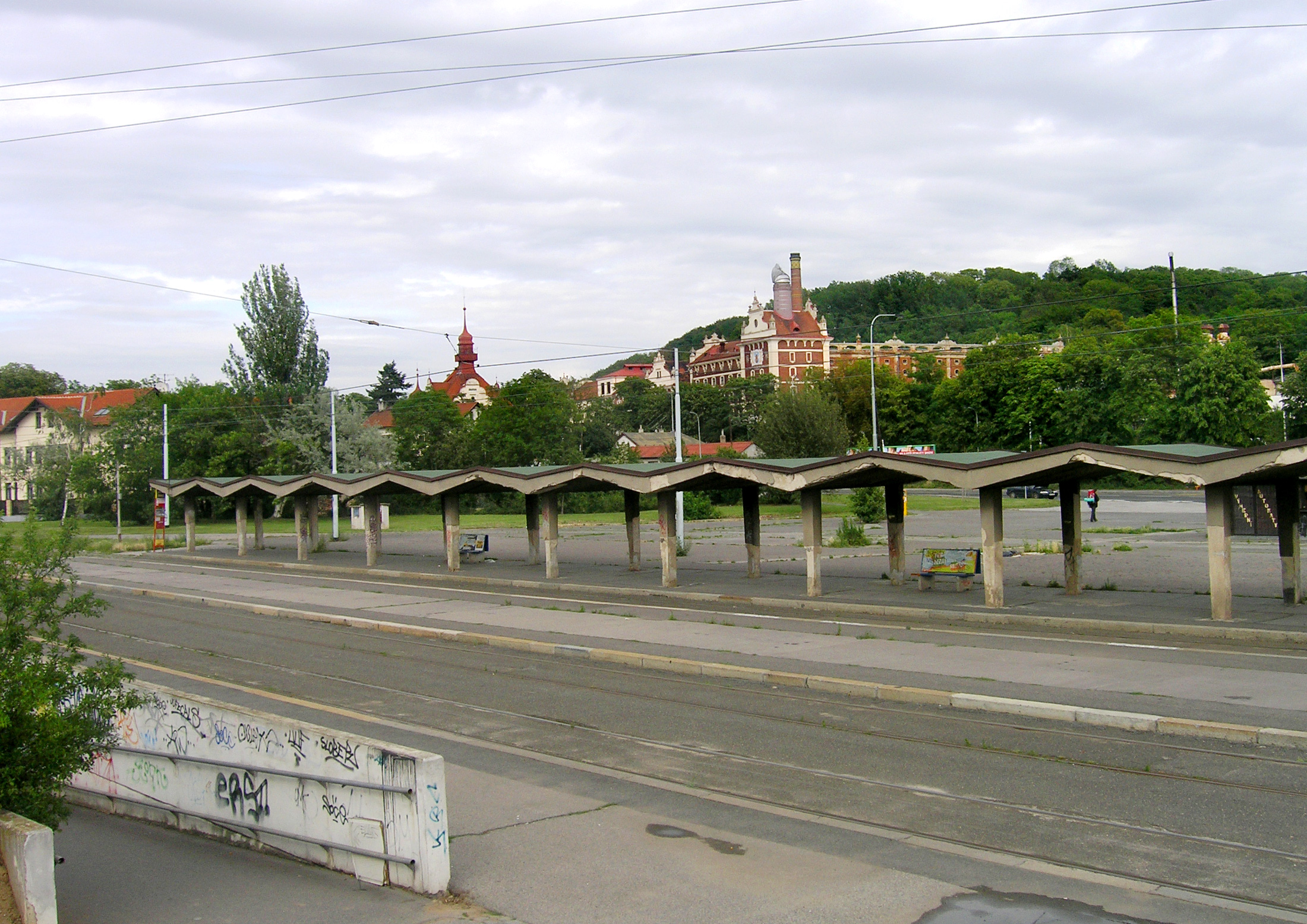
Velkorysý terminál MHD u nádraží Braník odpovídal významu tohoto přestupního uzlu v roce 1959, kdy sem tramvaj byla zavedena, a byl prvním moderním přestupním terminálem v pražské MHD. Dnes je málo využívaný a chátrá

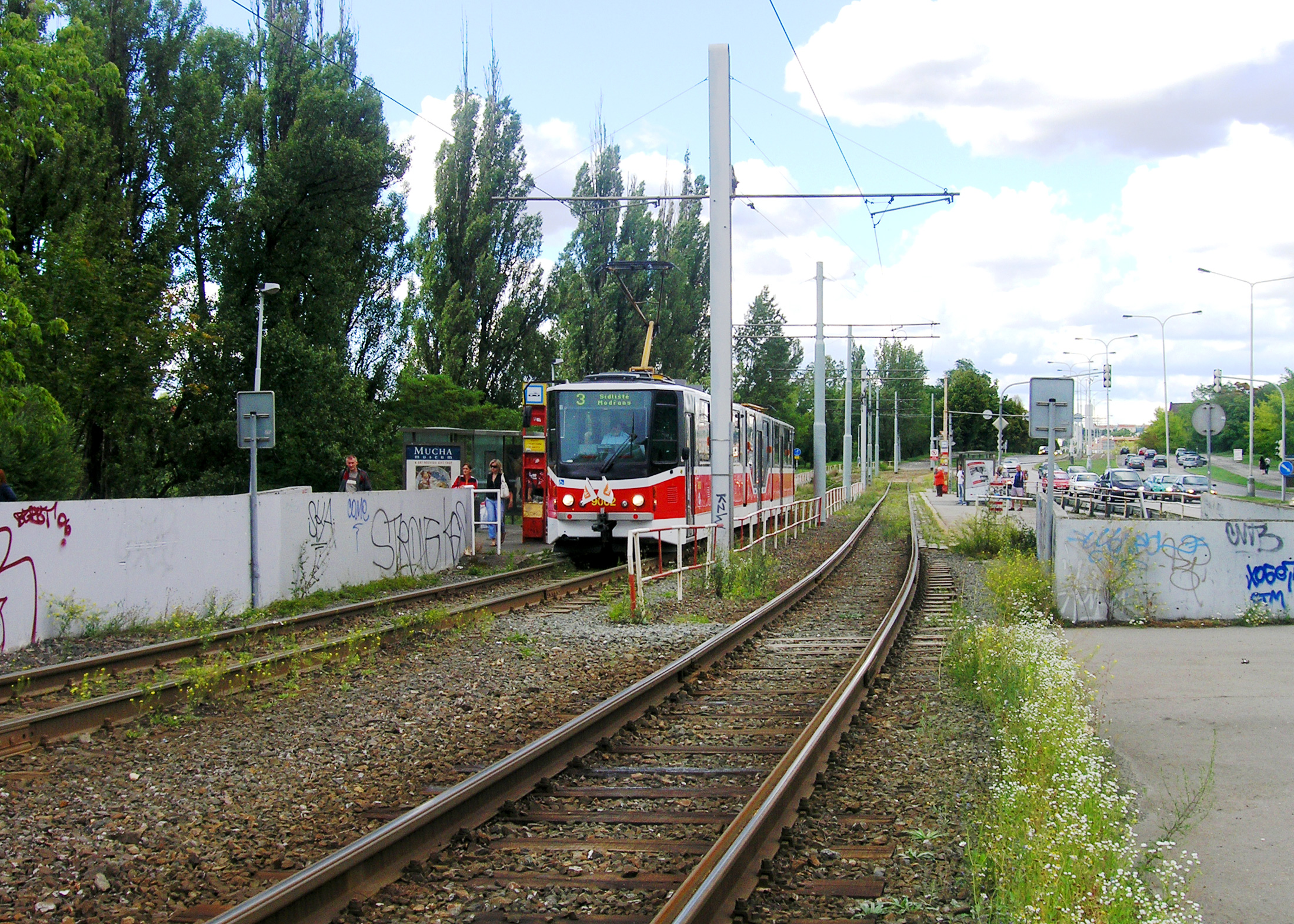
Od druhé poloviny 70. let začalo být častěji využíváno vedení trati po samostatném tělese, někdy i mimoúrovňová křížení. Přeložka v Braníku pochází z roku 1986

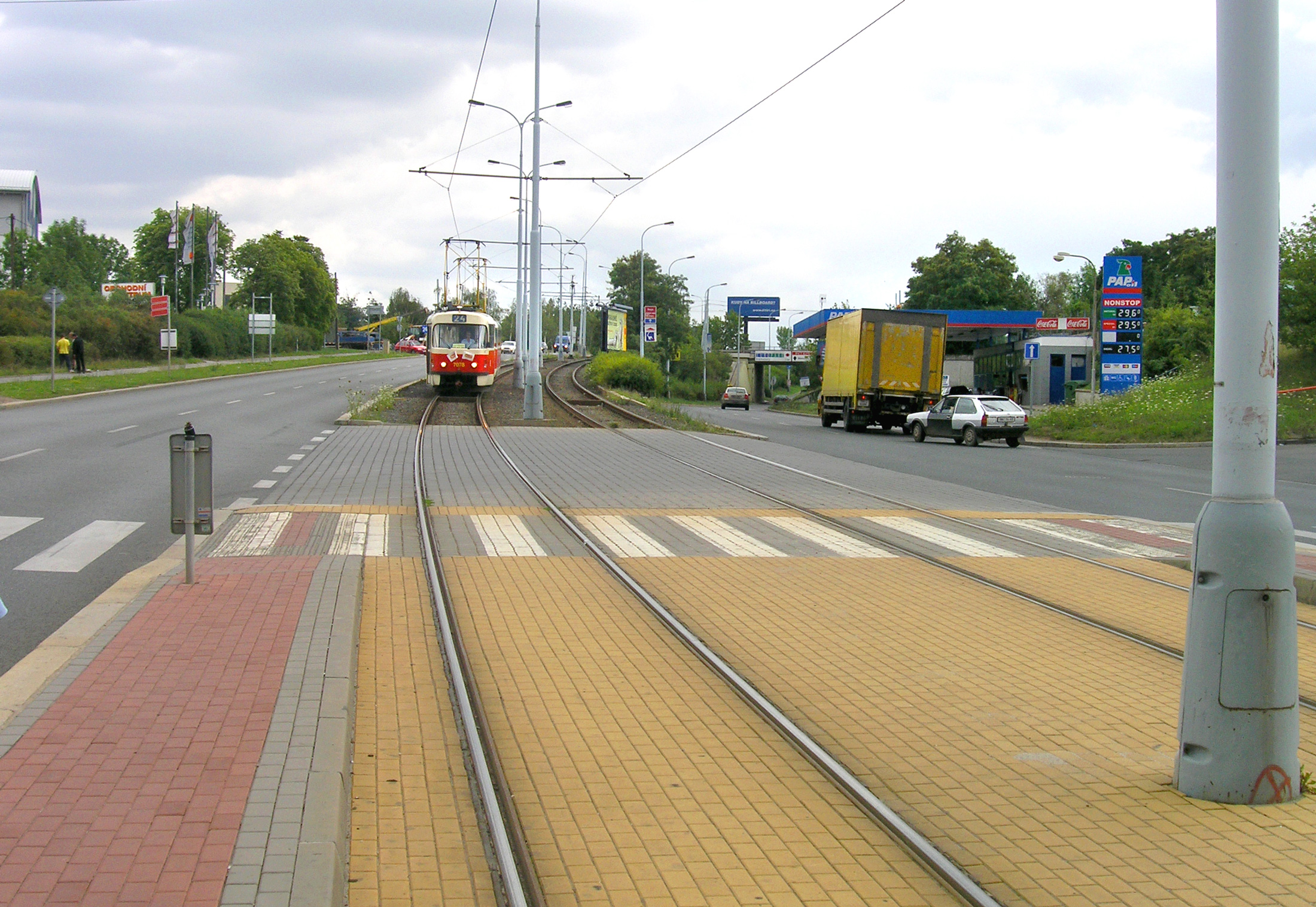
Od 80. let se při výstavbě a rekonstrukcích začalo více využívat otevřeného svršku, kolem roku 2000 se začalo používat i zatravnění nebo moderní zadláždění svršku

- trať Vozovna Motol – Motol, zprovozněna 15. prosince 1946. Provoz zastaven 14. ledna 1974 pro nedostatek obousměrných vozů, v letech 1977–1979 využit v rámci manipulační dočasné trati Motol – Vypich, obnoven při prodloužení trati do Řep roku 1988.
- trať Vozovna Vokovice – Divoká Šárka, zprovozněna 20. července 1946, viz článek Tramvajová trať Prašný most – Divoká Šárka
- trať Hybernská – Bolzanova (Opletalovou ulicí) (v minulosti v provozu již v od 19. listopadu 1903 do 17. listopadu 1925) jako jednokolejná znovu zprovozněna 18. dubna 1947, zdvojkolejněna 26. června 1972. Zrušena 4. července 1985.
- trať Těšnov – Masarykovo nádraží, zprovozněna 25. dubna 1948, částečně v trase původní Křižíkovy dráhy (21. prosince 1896 až 18. září 1927). Trať opět zrušena 8. března 1983.
- trať Náměstí OSN – Nový Hloubětín, zprovozněna 7. října 1948
- trať Vojenská nemocnice – Petřiny, zprovozněna 26. listopadu 1950, viz článek Tramvajová trať Vozovna Střešovice – Petřiny
- trať Nový Hloubětín – Starý Hloubětín (v Kbelské ulici), zprovozněna postupně v roce 1951. V roce 1987 trať zrušena a nahrazena přeložkou na druhé straně vozovny.
- trať Nové Strašnice – Černokostelecká, zprovozněna 24. července 1952
- přeložka Cementárna – Dvorce (z Podolské ulice na Podolské nábřeží), zprovozněna 21. května 1952, viz článek Tramvajová trať Palackého náměstí – Sídliště Modřany
- trať Zahradní Město – Hostivař, náměstí Josefa Marata, zprovozněna 3. ledna 1954, viz článek Tramvajová trať Průběžná – Nádraží Hostivař
- trať Chodovská – Záběhlice, zprovozněna 1. ledna 1956. Zrušena 1971, poslední zbytky kolejí odstraněny v roce 1988.
- přeložka Podolská vodárna – Cementárna (z Podolské ulice na Podolské nábřeží), 15. června 1956, viz článek Tramvajová trať Palackého náměstí – Sídliště Modřany
- spojovací trať na Zámecké, zprovozněna 1. dubna 1957 jako jednokolejná, roku 1986 zdvojkolejněná
- trať Ledárny – Braník nádraží, zprovozněna 2. července 1959. Roku 1986 přeložena trať na samostatné těleso. Viz článek Tramvajová trať Palackého náměstí – Sídliště Modřany.
- trať Černokostelecká – Ústřední dílny Hostivař, zprovozněna 2. května 1967
- přeložka na Červeném Vrchu, zprovozněna 17. července 1967, viz článek Tramvajová trať Prašný most – Divoká Šárka
- trať Moráň – Palackého náměstí, zprovozněna 29. července 1968
- přeložka u vozovny Pankrác, zprovozněna 27. září 1970
- trať Střelničná – Sídliště Ďáblice, zprovozněna 3. ledna 1971
- trať Muzeum – Washingtonova – Opletalova – Hybernská (přeložka zrušené trati kolem Fantovy budovy), zprovozněna 26. června 1972, zrušena 25. března 1978. Úsek trati v Opletalově ulici mezi Bolzanovou a Hybernskou zrušen 4. července 1985.
- spojovací trať v Blanické ulici, zprovozněna 28. dubna 1975
- trať Hloubětín – Černý Most, zprovozněna 30. června 1976, viz článek Tramvajová trať Starý Hloubětín – Lehovec
- trať Nádraží Holešovice – Ke Stírce, zprovozněna 5. května 1977
- přeložka Bulhar (trať Bolzanova – Seifertova), zprovozněna 27. června 1977
- provizorní jednokolejná trať Motol – Vypich, v provozu 5. září 1977 až 12. listopadu 1979
- přeložka na severním předmostí Hlávkova mostu (mimoúrovňová křižovatka), 1980
- přeložka u Vychovatelny (mimoúrovňová křižovatka), 1980
- prodloužení Náměstí Josefa Marata – Nádraží Hostivař, zprovozněno 4. října 1982, viz článek Tramvajová trať Průběžná – Nádraží Hostivař
- přeložka na Spořilově, zprovozněna 1. září 1986
- přeložka v Braníku, zprovozněna 8. listopadu 1986, viz článek Tramvajová trať Palackého náměstí – Sídliště Modřany
- přeložka Nový Hloubětín – Starý Hloubětín, zprovozněna 2. července 1987
- trať Vozovna Motol – Sídliště Řepy, zprovozněna 26. října 1988

### Tratě po sametové revoluci
- trať Ohrada – Palmovka, zprovozněna 23. listopadu 1990
- trať Palmovka – Na Žertvách – U Balabenky, zprovozněna 23. listopadu 1990
- trať Nádraží Braník – Sídliště Modřany, zprovozněna 26. května 1995, viz článek Tramvajová trať Palackého náměstí – Sídliště Modřany
- smyčka Smíchovské nádraží znovu postavena, 1998
- trať Hlubočepy – Barrandov, zprovozněna 29. listopadu 2003
- trať Laurová – Radlická, zprovozněna 4. října 2008, viz článek Tramvajová trať Smíchov–Radlice
- trať Čínská – Nádraží Podbaba, zprovozněna 1. září 2011, viz článek Tramvajová trať Vítězné náměstí – Nádraží Podbaba
- Trojský most, otevřen 6. října 2014
- trať Pražského povstání – Pankrác (etapa 1: ke křižovatce Hvězdova/Na Pankráci, od 27. listopadu 2020[3], pravidelný provoz od 5. června 2021[4]; etapa 2: k metru Pankrác, od 14. prosince 2024[5])
- nové obratiště tramvají (15. 9.) a přestupní uzel (24. 9.) u nové železniční stanice Praha-Zahradní Město v rámci optimalizace traťového úseku Praha Hostivař – Praha hlavní nádraží (září 2021), viz článek Tramvajová trať Průběžná – Nádraží Hostivař[6][7][8][9]

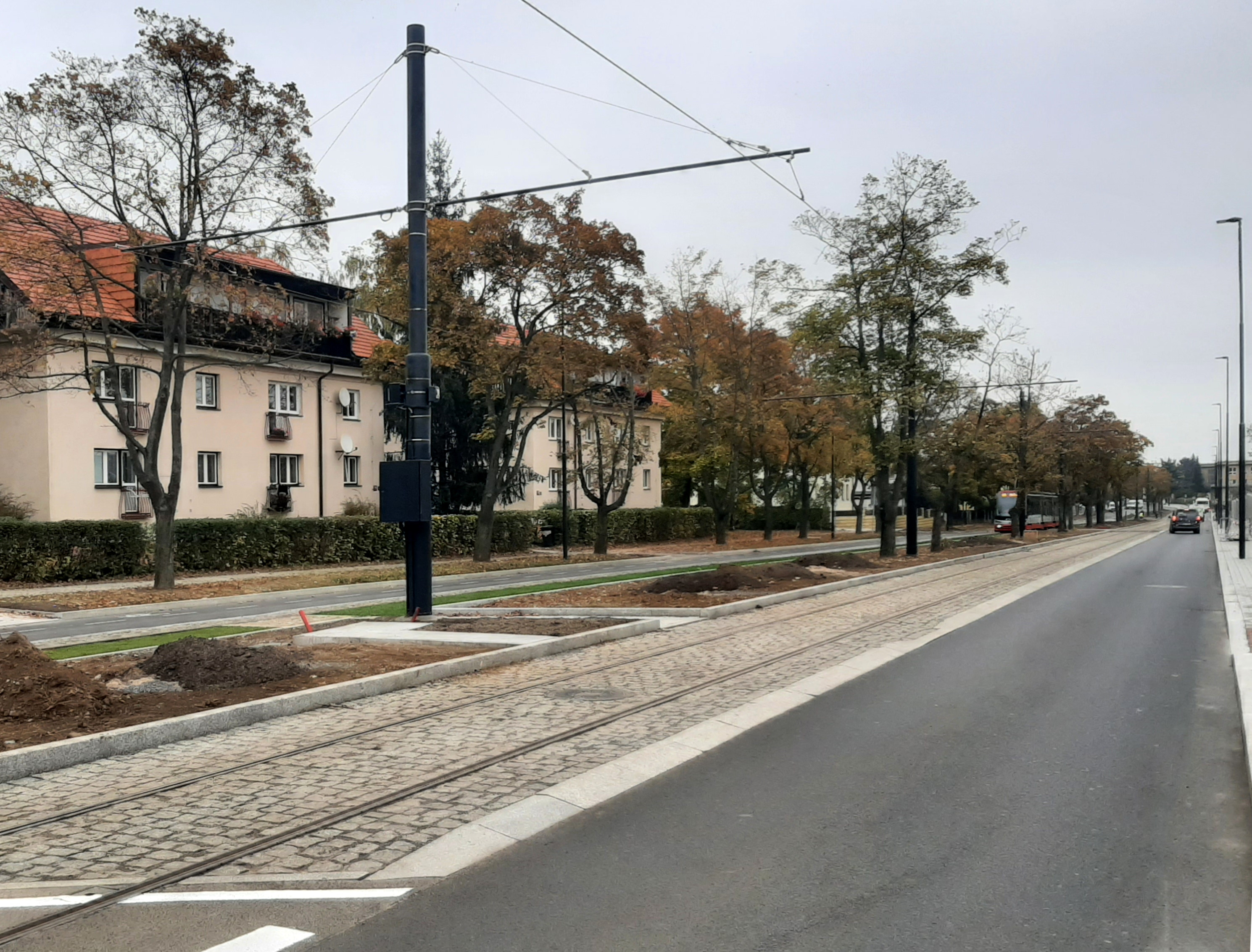
Poslední zprovozněná trať Divoká Šárka – Dědina (2023)

- odbočka Senovážné náměstí – Opletalova, dokončena v únoru 2022, bez pravidelného provozu
- trať Sídliště Barrandov – Slivenec, v úseku Sídliště Barrandov – Holyně zprovozněna 9. dubna 2022, v úseku Holyně–Slivenec 13. října 2023
- smyčka Depo Hostivař (u stejnojmenné stanice metra) na trati Černokostelecká – Ústřední dílny DP zprovozněna 13. srpna 2022; v budoucnu zde má vzniknout přestup na železniční zastávku Depo Hostivař
- trať Sídliště Modřany – Libuš zprovozněna 27. května 2023
- trať Divoká Šárka – Dědina zprovozněna 23. října 2023

## Aktuální záměry

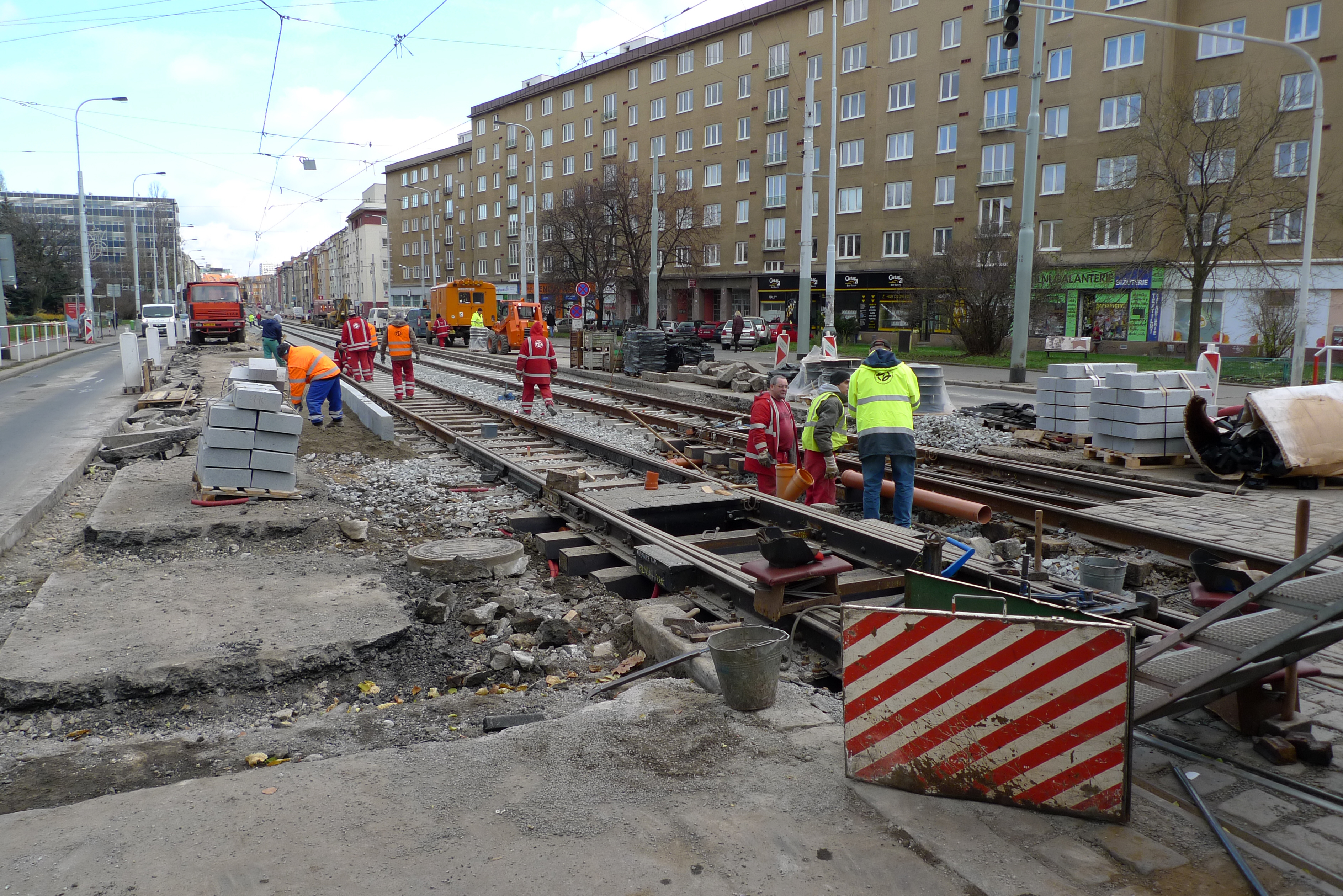
Rekonstrukce tramvajové trati na Kubánském náměstí ve Strašnicích v roce 2013

Uvažuje se o obnově některých tratí zrušených v 70. a 80. letech i o výstavbě nových tratí. Některé z tratí jsou již zahrnuty v územním plánu, osud většiny ze zmiňovaných záměrů je však nutno považovat za nejistý. V říjnu 2008 v souvislosti s otevřením trati do Radlic zveřejnil Dopravní podnik hl. m. Prahy a. s. prostřednictvím ČTK návrh rozvoje, který počítá s rozšířením sítě do roku 2015 až o 32 kilometrů. Podobný seznam se v květnu 2008 objevil v interní prezentaci strategických cílů Dopravního podniku. 
O uvažovaných tratích informuje na svém webu neúředním stylem také magistrát.
Následující přehled čerpá z dokumentu Rozvoj linek PID v Praze 2019-2029, který byl vydán v roce 2019. Strategie rozvoje tramvajových tratí byla následně aktualizována v roce 2021.
- aktuálně ve výstavbě
  - Dvorecký most (linka 20, 0,8 km, rok 2026). Přemostění mezi Dvorci a Lihovarem. Most bude určen pro MHD, IZS, chodce a cyklisty. Při rekonstrukci Nádražní ulice (2020) byla připravena odbočka na tento most.[15] Stavba mostu byla zahájena 13. 9. 2022.[16]
  - Tramvajová trať na Václavském náměstí (výstavba 2024–2027). Propojení dnešní zastávky Václavské náměstí s tratěmi ve Vinohradské a Bělehradské. Výstavba je spojena s celkovou obnovou horní části náměstí.
  - Tramvajová trať Vinohradské hřbitovy – Sídliště Malešice (ulice Počernická, linky 15 a 16, 2,4 km, rok 2026). Trať je plánovaná od roku 1955. Ulice je díky svému uspořádání na výstavbu trati připravena.[17] Stavba byla zahájena v létě 2025.[18]
- prioritní příprava do roku 2030
  - Tramvajová trať Malovanka – Stadion Strahov (linka 13 a nová linka číslo 28, 1,2 km, rok 2027). Trať obsluhující VŠ koleje na Strahově.[19] Probíhá zpracování dokumentace pro společné povolení stavby.[20] Výstavba se předpokládá v letech 2026 a 2027.
  - Tramvajová trať Sídliště Modřany – Nové Dvory (linka 17, 2,8 km, rok 2023 Libuš,[21] následně nejdříve 2027, Nové Dvory). Spojí dnešní konečnou Levského s plánovanými stanicemi Metra D Libuš (etapa I) a Nové Dvory (etapa II).[22] Etapa I byla zprovozněna v květnu 2023,[23] u etapy II probíhá zpracování dokumentace pro společné povolení stavby.[20]
  - Muzeum – Hlavní nádraží. Propojení Václavského náměstí s hlavním nádražím. Závisí mj. na rozhodnutí o rekonstrukci nové odbavovací haly hlavního nádraží.
  - Jižní tramvajová tangenta. Má navazovat na Dvorecký most a propojit Smíchov, Podolí, Pankrác a Michli. Rada města Prahy záměr schválila s tím, že stavět by se mělo v letech 2029–2031.
  - Pankrác – Budějovická. Prodloužení trati Na Veselí – Pankrác k metru Budějovická. Naráží na odpor Prahy 4 kvůli úbytku parkovacích míst. Toto prodloužení umožní napojení na plánovanou jižní tramvajovou tangentu.
  - Tramvajová trať Dědina – Padesátník (linka 26, do roku 2029). Prodloužení stávající tratě z Dědiny až do Dlouhé míle, kde má v budoucnu vzniknout železnice na letiště a P+R parkoviště,[24][25] a k rozvojovému území v oblasti Na Padesátníku.[25]
  - Vozovna Kobylisy – Zdiby (linky 17 a 24, 5,5 km, rok 2026[26]). Stavba má z větší části vést uprostřed silnice II/608 přes Zdiby a dál kolem kruhového objezdu novým přemostěním přes dálnici D8 na pole v katastru obce Sedlec u Líbeznic, kde má vzniknout velký terminál se záchytným parkovištěm.[27] Tím by vznikla první příměstská tramvajová trať v Praze.[28] Probíhá zpracování dokumentace pro územní řízení.[20]
  - Kobylisy – Bohnice – Podbaba. I. etapa (3,3 km), rok 2031. II. etapa (2,7 km) je ve výhledu. I. etapa je zanesena v územním plánu, ovšem MČ Praha 8 je proti výstavbě. Na tuto trať má navázat II. etapa[29] (původně zamýšlená dočasná alternativa, lanová dráha Podbaba – Bohnice, byla v procesu EIA zamítnuta). Dokumentace pro proces EIA (pro obě etapy) by měla být předložena v roce 2025; dopravní podnik předpokládá výstavbu I. etapy v letech 2028–2031.[30]
  - Tramvajová trať Motol – Vypich. Spojení Vozovny Motol s Vypichem. V historii tato trať existovala jako jednokolejná manipulační spojka. Výstavba je plánována po roce 2026.[31]
  - Teplárna Michle – Spořilov (linky 11 a 14, 1,3 km, dokončení asi 2030). Trať vedoucí po zakryté Spořilovské spojce do obratiště Choceradská. Původní smyčka Spořilov má být zrušena.[32]. Probíhá zpracování projektové dokumentace.[33]
  - Tramvajová trať Nádraží Modřany – Komořany – 2,0 km. Zahájení projektové přípravy schválila Rada hlavního města Prahy. Zahájení stavby se předpokládá v roce 2027.
- možná projektová příprava do roku 2030
  - Olšanská (Jana Želivského) – Habrová (Jarov) – 1,6 km V roce 2023 má trať kladný závěr zjišťovacího řízení EIA.[20]
  - Podbaba – Suchdol (nová linka 28 a linky 8 a 18, 4,3 km) Trať obsluhující především ČZU. Dnes zde jezdí 2. nejvytíženější autobusová linka v Praze.[34]
  - Spořilov – Jižní Město (6,1 km) Plánované prodloužení trati ze Spořilova (Choceradské) dále na Opatov. Po zprovoznění (při existenci trati na Želivského přes Eden) by nahradily silný svazek autobusových linek 135, 136 a 213.
  - Ústřední dílny – Štěrboholy/Dolní Měcholupy (linka 5, 1,8 km)
  - Smyčka Trojská (linka 17) Vybudování smyčky v oblasti výjezdu z Tunelu Blanka u plánovaného P+R. Vložené spoje linky 17, končící na Výstavišti Holešovice, budou přesunuty sem.[35]
  - Kubánské náměstí – Vinohradská (Želivského) – 0,9 km

Útvar rozvoje hlavního města Prahy v září 2012 doporučil k realizaci následujících 13 projektů:
| Tramvajová trať                                       | Délka   | Uvedena v platném územním plánu | Předpokládané náklady | Uvedena v konceptu Metropolitního plánu |
| ----------------------------------------------------- | ------- | ------------------------------- | --------------------- | --------------------------------------- |
| Divoká Šárka – Dědinská                               | 2,1 km  | ano                             | 578 mil. Kč           | ano                                     |
| Nádraží Podbaba – Suchdol                             | 4,48 km | ne                              | 1 975 mil. Kč         | ano                                     |
| Zlíchov – Dvorce                                      | 0,8 km  | částečně                        | 1 032 mil. Kč         | ano                                     |
| obnovení trati na Václavském náměstí                  | 0,67 km | ne                              | 412 mil. Kč           | ano                                     |
| obnovení trati v ulici Na Florenci                    | 0,53 km | ne                              | 439 mil. Kč           | ne                                      |
| Kobylisy – Bohnice                                    | 5,5 km  | ano                             | 2 464 mil. Kč         | ano                                     |
| Na Veselí – Pankrác – Budějovická                     | 1,5 km  | ne                              | 845 mil. Kč           | ano                                     |
| Budějovická – Dvorce                                  | 2,7 km  | ne                              | 887 mil. Kč           | ano                                     |
| Chodovská – Spořilov – Opatov – Háje                  | 6,5 km  | ne                              | 3 075 mil. Kč         | ano                                     |
| smyčka Depo Hostivař                                  | —       | ne                              | 383 mil. Kč           | ano                                     |
| Sídliště Barrandov – Holyně – Slivenec                | 1,5 km  | ano                             | 410 mil. Kč           | ano                                     |
| Modřany – Libuš – Nové Dvory                          | 3,7 km  | ano                             | 517 mil. Kč           | ano                                     |
| Počernická (Vinohradské hřbitovy – Sídliště Malešice) | 2,1 km  | ano                             | 1 344 mil. Kč         | ano                                     |

Koncept Metropolitního plánu Prahy kromě výše uvedených ve stádiu návrhu tratě Vlastina – Nádraží Ruzyně, Dědinská – Dlouhá Míle – Terminál Jih, Opletalova, Eden – Bohdalec – Chodovská, Olšanská (Jana Želivského) – Sídliště Habrová (Jarov), Ústřední dílny DP – Průmyslová – Kutnohorská – Štěrboholy, Budějovická – Vyskočilova – Michle (U Plynárny), Vršovická – Litevská – Želivského; ve stádiu územní rezervy pak s i dalšími tratěmi.
Rozpočet hlavního města Prahy na rok 2013 ani 2014 však žádné finanční prostředky na přípravu či stavbu nových tramvajových tratí neobsahoval. V návrhu Operačního programu Doprava na období 2014–2020 byly uvedeny tratě Nádraží Podbaba – Suchdol (realizace 2016–2019), Kobylisy – Bohnice (2018–2021) a Chodovská – Háje (2016–2019). Rozpočet hlavního města Prahy na rok 2015 počítá s tratěmi Divoká Šárka – Dědinská a Sídliště Barrandov – Holyně – Slivenec. Rozpočet hlavního města Prahy na rok 2018 počítal pouze s tratí Divoká Šárka – Dědinská, když náklady na stavbu měly činit 853 mil. Kč.

## Nerealizované plánované tratě

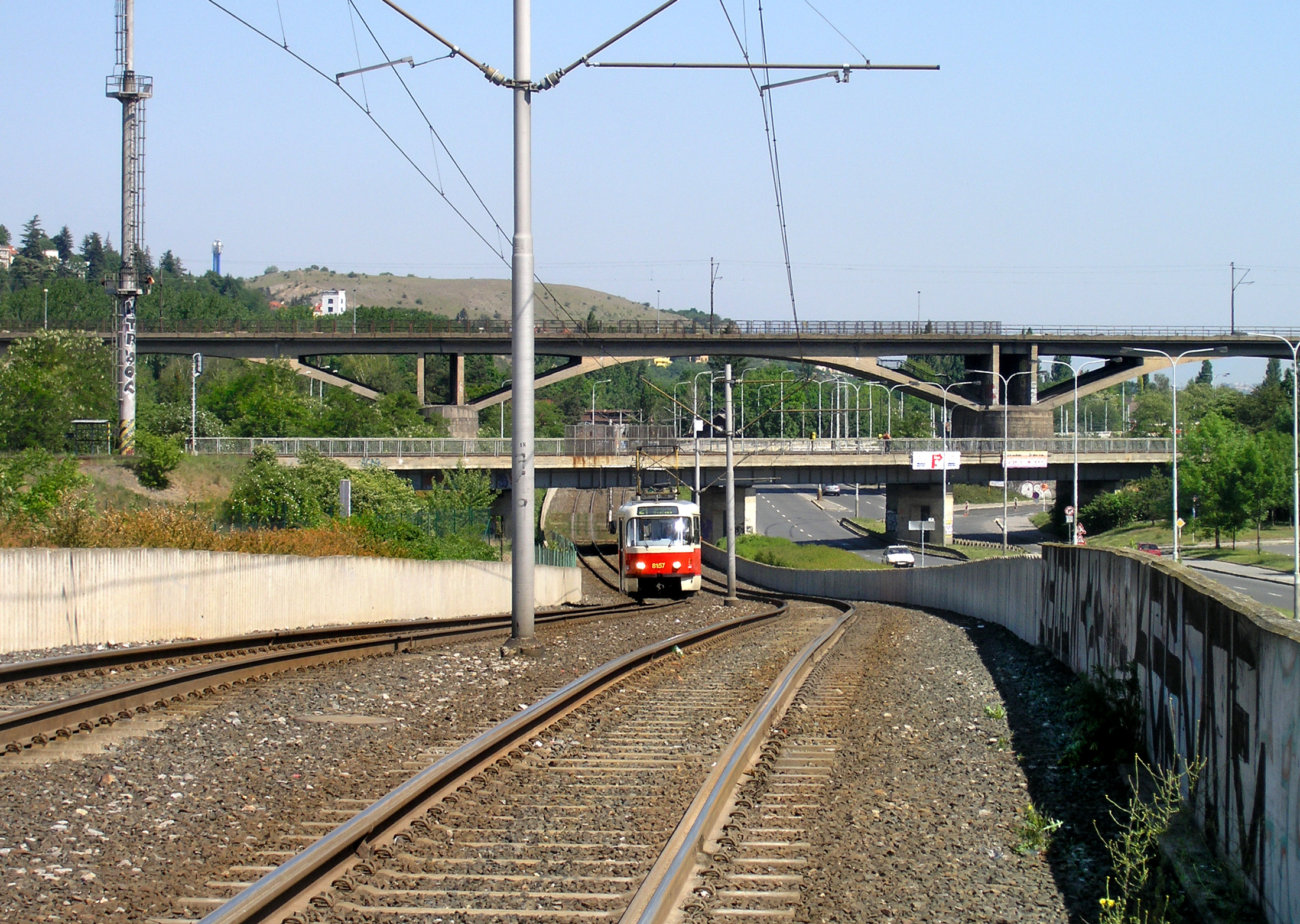
Do Modřan jezdí tramvaj od roku 1995

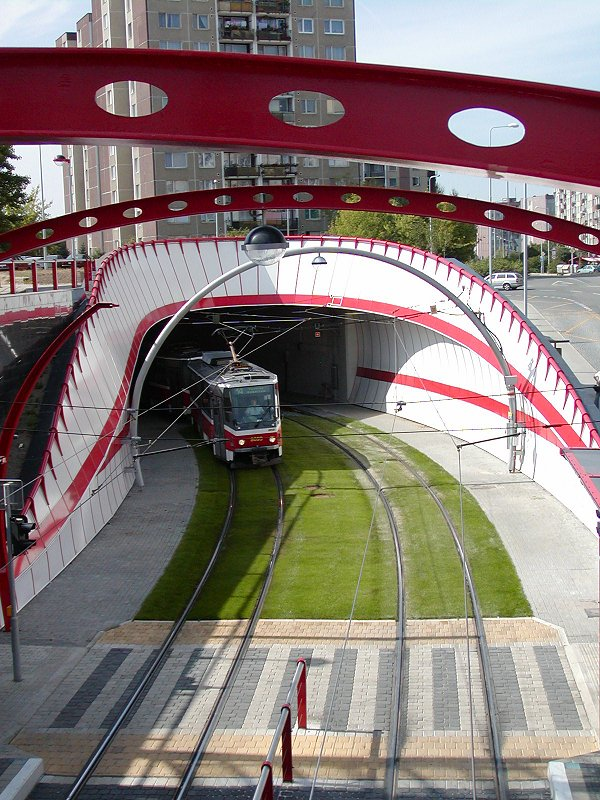
Tramvajová trať na Barrandov z roku 2003 je vedena jen po samostatném drážním tělese, ze značné části po estakádě a v tunelech

Mnohé plány tramvajových tratí byly v různých fází úvah nebo přípravy opuštěny, ke mnoha se úvahy opakovaně vracejí a i v dnešní době existuje mnoho záměrů, jejichž budoucnost lze těžko odhadovat. Ve studiích, projektech nebo územních plánech se objevily například tyto nerealizované tratě: 
- trať Letná – Klárov – Chuchle – Zbraslav, Křižíkův návrh z druhé poloviny 90. let 19. století na pokračování trati na Letné.
- Libeň – Troja, Křižíkův návrh z druhé poloviny 90. let 19. století na pokračování vysočanské dráhy.
- Vysočany – Brandýs nad Labem, Křižíkův návrh z druhé poloviny 90. let 19. století na pokračování vysočanské dráhy.
- trať Malostranské náměstí – Nerudova ulice – Hradčany byla požadována od roku 1899, mělo jít o parní ozubnicovou tramvaj. Nakonec v této trase v letech 1908–1909 jezdila první pražská autobusová linka, jejíž provoz skončil neúspěchem. Tramvaj na Hradčany byla později zavedena jinou cestou, přes Chotkovu silnici a Mariánské hradby.
- trať Veletržní – Letenské náměstí měla být pokračováním tratě vedoucí od roku 1901 z Těšnova přes Štvanici po dnešní Bubenské a Veletržní ulici ke křižovatce u dnešního Veletržního paláce. Namísto toho byla v roce 1907 vybudována trať na Letenské náměstí ze Strossmayerova náměstí.
- úsek Korunovační – Letenské náměstí byl součástí projektu trati od mostu Korunovační ulice přes Buštěhradskou dráhu na dnešní Strossmayerovo náměstí; v ulici U letenské vodárny měla vzniknout vozovna pro 45 vozů. V prosinci 1906 byl projekt schválen. Úsek Korunovační ulicí však nikdy nebyl postaven. Podruhé byl úsek v Korunovační ulici schválen v listopadu 1913, tentokrát záměr přerušila první světová válka.[44]
- Letenský průkop (Čechův most - Bubeneč), záměry z doby kolem roku 1910.[45]
- trať z Mánesova mostu (postavená v roce 1914) měla pokračovat Kaprovou ulicí do hloubi Starého Města, severním okrajem Staroměstského náměstí a po Dlouhé třídě, kde měla křižovat trať v dnešní Revoluční ulici a pokračovat jednokolejně Soukenickou ulicí na Petrské náměstí a dále dvojkolejně Petrskou ulicí na Těšnov. Projekt projednán v roce 1913, postaven však byl jen krátký úsek přes Mánesův most. V roce 1916 byly schváleny ještě některé doplňky projektu v úseku, který nakonec nebyl nikdy postaven.
- soustava tratí v Bubenči a pod Bruskou navržena 29. prosince 1916, projekt zamítnut kvůli úrovňovému křížení s železnicí u Špejcharu.[45]
  - Špejchar – Bubeneč, sv. Gothard (dnešními ulicemi Pelléova a V sadech, v části jednokolejně s výhybnami).
  - Jaselská a Dejvická ulice v Bubenči (cca od Pelléovy ulice k Vítěznému náměstí).
  - nákladní odbočka do dejvické vojenské zásobárny: z Dejvické ulice Kyjevskou, Wuchterlovou a Generála Píky a větvená síť v areálu kasáren
  - Svatovítská ulice, jednokolejná spojovací trať
- trať Santoška – Malvazinky, v roce 1924 bez zásadních schválena výstavba s datem zprovoznění v roce 1925, ale těsně před zahájením výstavby bylo z bezpečnostních důvodů od projektu upuštěno (maximální sklon trati byl 95,8 ‰).[45]
- Santoška – Březinka: 30. října 1930 bylo schváleno vybudování blokové smyčky ulicemi Na Březince a U Nikolajky. Tento projekt ani jiná varianta s odbočkou do ulice Na Březince nebyly realizovány, v roce 1938 byla zrušena i stávající trať na Santošku.[45]
- Petřínská komunikace, projekt z 20. a 30. let 20. století na trať Smíchov – Strahov – Břevnov. Trať Strahov - Břevnov je v koncepci hlavního města.
- na Jiráskově mostě byly v době otevření jeho první části v roce 1931 položeny tramvajové koleje. Později byly odstraněny jako nepotřebné.
- Trať Kačerov-Sociální ústavy (dnešní nemocnice Krč), vyznačena na mapě města z roku 1938[46].
- jednokolejná trať Kobylisy – Letňany, uvažovaná v první polovině 40. let 20. století. Od křižovatky Střelničná měla vést po samostatném tělese severně od Střelničné ulice a dále ve stejném směru po kobylisko-letňanské silnice (z niž dnes zbyl jen nepojmenovaný úsek) a zhruba v místech dnešní křižovatky Příborská-Beranových po letňansko-prosecké silnici vlevo k továrně Letov. Trať měla mít 7 výhyben, z toho Střelnice a Slovanka se zastávkami a dalších 5 výhyben nepojmenovaných a bez zastávky. Byly provedeny přípravné terénní práce a připraven materiál snesením kolejí z několika jiných úseků v Praze. 17. února 1944 byl projekt schválen, 6. července 1944 byly stavební práce zastaveny.[45]
- trať Ohrada – Tachovské náměstí – Cimburkova byla součástí plánů na asanaci Žižkova z konce 80. let 20. století. Žižkov byl po změně režimu zachráněn v původní pustnoucí podobě a z plánu sešlo.
- trať Trojská – Zoologická zahrada,[47] záměr vybudovat podobnou trať byl několikrát vážně zvažován a jednou již byla i zahájena stavba drážního spodku, nyní trať není ve strategickém záměru ani územním plánu. Některé úvahy se zabývají i propojením Zoologická zahrada – Podbaba.[47]
- vozovna Hodkovičky, o záměru se psalo v době prodloužení trati do Modřan (1995), v posledních letech nebývá zmiňován, po povodních 2002 se od něj ustoupilo. Uvažuje se o postavení vozovny v Libuši.[47]
- Krejcárek – Churchilovo náměstí, po zrušené železniční trati, včetně využití tunelu: s plánem se již nepočítá, v této trase byla zřízena stezka pro pěší a cyklisty
- Ústřední dílny – Průmyslová, v posledních letech záměr není zmiňován. Záměr byl spojen s plánem na prodloužení linky A metra k Dubči a vytvořením přestupního uzlu v oblasti křižovatky Černokostelecká – Průmyslová.[47]
- Bílá Hora – Sídliště Řepy:[47] o možném propojení se uvažovalo v souvislosti s plánovanou rekonstrukcí Karlovarské ulice a nutným přemístěním smyčky Bílá Hora. Studie počítala s prodloužením tratě na Bílé Hoře asi o 300 metrů a umístěním nové smyčky tak, aby umožňovala pokračování trati do sídliště Řepy. Dopravní podnik však v roce 2008 toto propojení ve strategickém záměru nemá.

## Zrušené tratě
K rušení tramvajových tratí docházelo v několika etapách.
- Elektrická dráha na Letné v Praze, provoz zastaven 1900, dráha zrušena 1902, odstraněna do 1904
- úsek Náplavní ulicí zrušen 30. října 1907, trať Myslíkova – Jiráskovo náměstí přeložena na nábřeží
- trať Křižovnické náměstí – Karlův most – Malostranské náměstí, zrušena 1908
- Prokopova ulice, pravidelný provoz ukončen 1910, příležitostně používána ještě cca do roku 1927
- manipulační trať Pražský hrad – Prašný most, zrušena 1913 (tři roky po zřízení),
- spojovací trať Muzeum – Škrétova (kavárna Demínka), zrušena 1921, obnovena 1938
- trať Hybernská – Bolzanova (Opletalovou ulicí) (v provozu od 19. listopadu 1903) zrušena 17. listopadu 1925, poté znovu v provozu v letech 1947–1985.
- Staroměstské náměstí – Křižovnické náměstí, zrušena 1925, formálně nahrazena tratí Rudolfinum – Právnická fakulta od 6. prosince 1925
- jednokolejná trať Malostranské náměstí – Klárov přes Tomášskou a Valdštejnskou ulici, zrušena 4. června 1926, nahrazena zdvojkolejněním Letenské ulice
- Křížová – Koulka, provoz zrušen 16. června 1927, 31. prosince 1932 zrušena trať (nebo až v roce 1934)
- Svobodova ul. – Vyšehrad, radnice, zrušena 20. června 1927
- Karlín, trať Křižíkovou ulicí – kvůli souběhu 18. září 1927 zastaven provoz zkušebně na měsíc, pak natrvalo. Koleje odstraněny do roku 1930.
- odbočka Moráň - nemocnice z roku 1914 zrušena 14. března 1928
- náměstí Míru – Sokolská (Anglickou ulicí, část původního vinohradského okruhu) zrušena 17. dubna 1928
- Tylovo náměstí – kavárna Demínka (dnes křiž. Bělehradská – Anglická) – zrušena 17. dubna 1928, v roce 1938 obnovena
- trať ve Vyšehradské v úseku Botanická zahrada – Svobodova byla zrušena 25. června 1931, nahrazena tratí v ulici Na Slupi
- Lumbeho zahrada (Brusnice) – Kanovnická – Hradčanské náměstí – Loretánská – Pohořelec, zrušena 1. dubna 1938, nahrazena přeložkou z roku 1926, viz článek Tramvajová trať Malostranská – Bílá Hora
- Radlická – Ostrovského – Santoška zrušena 1. prosince 1938, od 1. října 1939 nahrazena trolejbusem, viz článek Tramvajová trať Smíchov–Radlice
- Výstaviště – Královská obora, naposledy v provozu 28. září 1941, koleje vytrhány 1944
- Cementárna – Dvorce, trať přeložena v roce 1952, viz článek Tramvajová trať Palackého náměstí – Sídliště Modřany
- Prašná brána – Staroměstské náměstí – Právnická fakulta, zrušena 1. ledna 1960
- náměstí I. P. Pavlova – Karlov, zrušena 1. července 1966, kvůli Severojižní magistrále
- Červený Vrch, přeložka trati v roce 1967, viz článek Tramvajová trať Prašný most – Divoká Šárka
- náměstí I. P. Pavlova – Muzeum (Mezibranskou ulicí), zrušena 1969, kvůli Severojižní magistrále
- Budějovické náměstí – Kačerov (Jihlavskou ulicí), zrušena 19. října 1970, kvůli Severojižní magistrále
- Budějovické náměstí – Ryšánka (ulicí Antala Staška), zrušena 19. října 1970, koleje zčásti zachovány ještě po roce 2000, uvažuje se o obnovení a prodloužení Jeremenkovou ulicí a přes nový most k Lihovaru
- přeložena trať k vozovně Pankrác, 1970
- Chodovská – Záběhlice, 160 metrů dlouhý úsek zrušen v roce 1971, zbytky kolejí zůstaly až do roku 1988.
- Muzeum – Hlavní nádraží (kolem Fantovy budovy) – Hybernská, zrušena 1972 kvůli Severojižní magistrále, do roku 1978 nahrazena tratí v Opletalově ulici
- Vozovna Motol – Motol, provoz zastaven 14. ledna 1974 pro nedostatek obousměrných vozů, v letech 1977–1979 využit v rámci manipulační dočasně tratě Motol – Vypich, obnoven při prodloužení trati roku 1988.
- Budějovická ulice, 10. května 1974 zrušen úsek Pražského povstání – Budějovické náměstí kvůli souběhu s metrem, kolejové těleso je z velké části kromě smyčky zachováno. V roce 2020 byla v úseku Pražského povstání - Pankrác obnovena, od 5. 6. 2021 zde jezdí linka č. 19.
- Holešovice – most Barikádníků – Vychovatelna, zrušena 15. ledna 1975, původně mělo jít jen o dočasné přerušení. Od 5. května 1977 ji nahradila strmá trať Trojskou ulicí, která původně měla být provizorní.
- trať Ohrada – Koněvova (Hartigova) – Husitská včetně spojky Bolzanova – Kalininova (Seifertova) byla zrušena 27. června 1977 z důvodu intenzity automobilového provozu a přestavby křižovatky Bulhar. Koncem 80. let se uvažovalo o úplném zbourání a přestavbě velké části Žižkova a o stavbě nové trati Ohrada – Tachovské náměstí – Cimburkova.
- Otakarova, 23. října 1977 byl přeložen úsek ze staré úzké Otakarovy ulice do nové, vzniklé vybouráním domů
- trať Muzeum – Washingtonova – Opletalova – Bolzanova z roku 1972 byla zrušena 25. března 1978. Kusá manipulační trať poblíž Bolzanovy ulice byla napojena ještě asi do roku 2000 na trať od Senovážného náměstí. Na přelomu let 2021/2022 došlo k reaktivaci této kusé trati, která bude v roce 2022 využita při výlukách.
- trať Karlovo náměstí – Jiráskovo náměstí byla zrušena 15. května 1978
- trať Veletržní – Bubenská byla zrušena 2. října 1978, tramvaj byla v roce 1980 zahloubena do mimoúrovňové křižovatky
- manipulační dočasná trať Motol – Vypich z roku 1977 byla zrušena 12. listopadu 1979
- trať Muzeum – Můstek po délce Václavského náměstí byla zrušena 13. prosince 1980. Uvažuje se o obnovení buď jen v horní části, nebo v celé délce.
- trať Těšnov – Na Florenci – Nádraží střed zrušena 8. března 1983, zřejmě pro nadbytečnost. Zbytky kolejí byly odstraněny v říjnu 2013 při rekonstrukci ulice Na Florenci. Návrhy na obnovení ve funkci blokové smyčky se objevovaly.
- Laurová – Radlice, poslední pravidelně pojížděná jednokolejná trať, byla zrušena 1. listopadu 1983. Počítalo se zde s vybudováním rychlostní komunikace a vybouráním stávající zástavby, k tomu došlo jen v části úseku. V roce 2008 znovuvybudována v nové trase. Viz článek Tramvajová trať Smíchov–Radlice.
- trať náměstí Republiky – Prašná brána – Na Příkopě – Můstek – 28. října – Perštýn, provoz zrušen 4. července 1985 z důvodu souběhu s linkou metra B a výstavby pěší zóny.
- trať Prašná brána – Hybernská – Bolzanova, provoz zrušen 4. července 1985
- trať Hybernská – Bolzanova (Opletalovou ulicí) zrušena 4. července 1985.
- trať Bruselská – Zvonařka, bez pravidelného provozu od roku 1906, formálně zrušena 1986, ale v roce 1993 zrekonstruována a obnovena pro příležitostné použití při výlukách, od roku 2016 v pravidelném provozu
- 1986 zrušena stará smyčka Spořilov na Bratislavském náměstí, trať přeložena blíže sídlišti
- 1986 přeložena trať v Braníku na samostatné těleso, viz článek Tramvajová trať Palackého náměstí – Sídliště Modřany
- 1987 zrušena smyčka Nový Hloubětín a navazující trať Kbelskou ulicí, přeložená trať vede kolem druhé strany vozovny
- 1987 zrušena smyčka Zahradní Město (kvůli uvolnění místa pro sjezdovou rampu Jižní spojky), v roce 2021 znovuvybudována v nové poloze, viz článek Tramvajová trať Průběžná – Nádraží Hostivař